# Candy
|  | Denne artikel er oprettet af botten PalnaBot ud fra en ekstern database. Den kan derfor have sproglige fejl eller mangler. Denne skabelon kan fjernes efter kontrol af indholdet. |

Candy er en dokumentarfilm instrueret af Per Arnoldi efter manuskript af Per Arnoldi.

## Handling
Per Arnoldi: Kager, bolcher, slikkepinde, legetøj, spilleautomater, papirhatte, masker, næser, artistkostumer, karruseller, fyrværkeri, kulørte lamper, vifter, serpentiner, pailetter, uniformer, kunstige blomster, spøg og skæmt, flag. En række ting med overflødig, ufunktionel ornamentik og stærk simili - og banal skønhed. Det er forrygende, at man fremstiller så pyntede ting, ovenikøbet maskinelt, og tillægger denne bestemte ornamentik appetitvækkende og købsfremmende egenskaber. Og skønhedsmæssigt kan netop denne banalitet accepteres så fuldt som noget andet.